# Brittany Byrnes
Brittany Anne Byrnes (* 31. Juli 1987) ist eine australische Schauspielerin, die vor allem in australischen Fernsehproduktionen aktiv ist.

## Biografie
Byrnes wurde ab dem Alter von vier Jahren in der Bradshaw Dancers Performing Arts Academy in Sydney ausgebildet. Ihre erste Filmrolle hatte sie im Alter von acht Jahren in dem Film Ein Schweinchen namens Babe.
Danach folgten Filme und Fernsehserien wie Auf der Suche nach der Schatzinsel, All Saints, Meerjungfrauen und Schwimmen im Upstream. Für ihre Rolle in dem Fernsehfilm Little Oberon wurde Byrnes 2005 erstmals für einen AFI-Award nominiert.
Von 2007 bis 2008 wirkte Byrnes in der zweiten Staffel der Fernsehserie H₂O – Plötzlich Meerjungfrau mit; für ihre Rolle der skrupellosen Charlotte Watsford wurde sie 2008 erneut für den AFI-Award nominiert.
Bis 2007 war Byrnes als Cheerleaderin für das Rugby-League-Team West Tigers aus Sydney aktiv.

## Filmografie
- 1993, 1996: G.P. (Fernsehserie, zwei Folgen)
- 1994: Heartbreak High (Fernsehserie, zwei Folgen)
- 1995: Ein Schweinchen namens Babe (Babe)
- 1996: Twisted Tales (Fernsehserie, eine Folge)
- 1998: Children’s Hospital (Fernsehserie, eine Folge)
- 1998: Breakers (Fernsehserie)
- 1998: The Violent Earth (Miniserie)
- 1998–2000: Auf der Suche nach der Schatzinsel (Search for Treasure Island, Fernsehserie, 26 Folgen)
- 1998–2008: All Saints (Fernsehserie, fünf Folgen)
- 2000: Beastmaster – Herr der Wildnis (BeastMaster, Fernsehserie, eine Folge)
- 2000: Water Rats – Die Hafencops (Water Rats, Fernsehserie, zwei Folgen)
- 2001: Verloren in Sydney (Escape of the Artful Dodger, Fernsehserie, 13 Folgen)
- 2001: Keine Angst vor Halloween (When Good Ghouls Go Bad, Fernsehfilm)
- 2002: Koalas und andere Verwandte (Don’t Blame Me, Fernsehserie, eine Folge)
- 2003: Gegen den Strom (Swimming Upstream)
- 2003: Mermaids – Landgang mit Folgen (Mermaids, Fernsehfilm)
- 2005: Little Oberon (Fernsehfilm)
- 2007–2008: H2O – Plötzlich Meerjungfrau (H2O: Just Add Water, Fernsehserie, 24 Folgen)
- 2008: Scorched (Fernsehfilm)
- 2011: Toybox (Fernsehserie, sechs Folgen)
- 2014: We Are Darren and Riley (Fernsehserie, eine Folge)
- 2014: Wonderland (Fernsehserie, eine Folge)
- 2018: When Sally Left Steve (Kurzfilm)